# 정철운 (기자)
정철운은 대한민국의 기자이다. 미디어오늘 소속 기자로서 활동했다.

## 학력
- 고려대학교 사회학과 졸업

## 저서

### 단독 저서
- 《박근혜 무너지다》. 메디치미디어. 2016년. ISBN 9791157060740
- 《손석희 저널리즘》. 메디치미디어 2017년. ISBN 9791157060917
- 《요제프 괴벨스》. 인물과사상사. 2018년. ISBN 9788959065028
- 《뉴스와 거짓말》. 인물과사상사. 2019년. ISBN 9788959065134

### 공저
- 《뉴스가 말하지 않는 것들》. 인물과사상사. 2016년. ISBN 9788959064069